# (9307) Regiomontanus
(9307) Regiomontanus  es un asteroide perteneciente al cinturón de asteroides, descubierto el 21 de agosto de 1987 por Freimut Börngen desde el Observatorio Karl Schwarzschild, en Alemania.

## Designación y nombre
Regiomontanus se designó inicialmente como 1987 QS.
Más adelante fue nombrado en honor al astrónomo y matemático alemán  Johann Müller Regiomontano (1436-1476).

## Características orbitales
Regiomontanus orbita a una distancia media del Sol de 2,3460 ua, pudiendo acercarse hasta 2,0080 ua y alejarse hasta 2,6840 ua. Tiene una excentricidad de 0,1440 y una inclinación orbital de 6,5806° grados. Emplea en completar una órbita alrededor del Sol 1312 días.

## Características físicas
Su magnitud absoluta es 14,4. Tiene 2,908 km de diámetro. Su albedo se estima en 0,525.